# Barnstaple

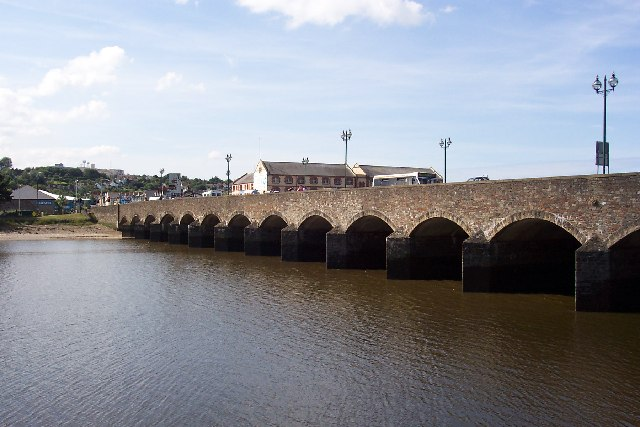
Uma vista da ponte de Barnstaple.

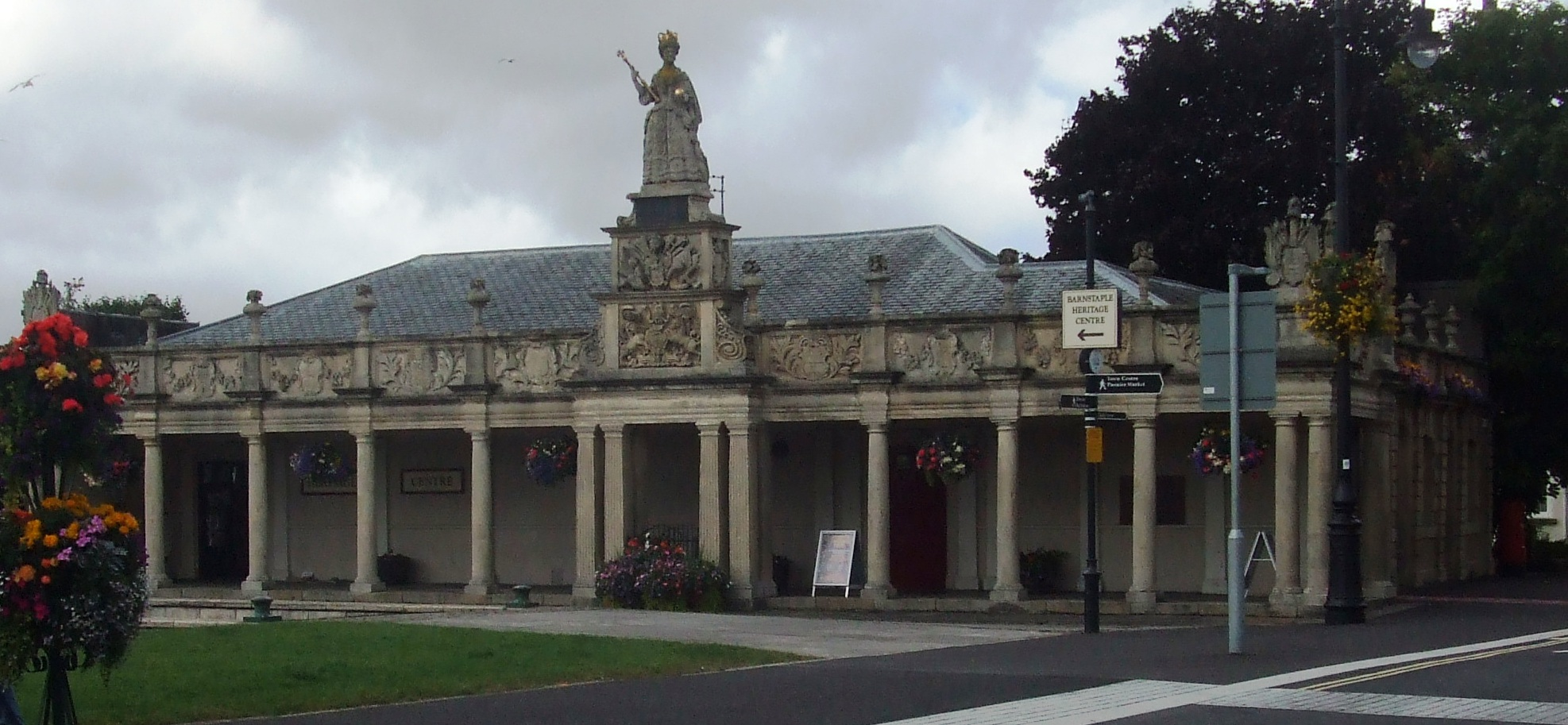
O Centro Cultural de Barnstaple.

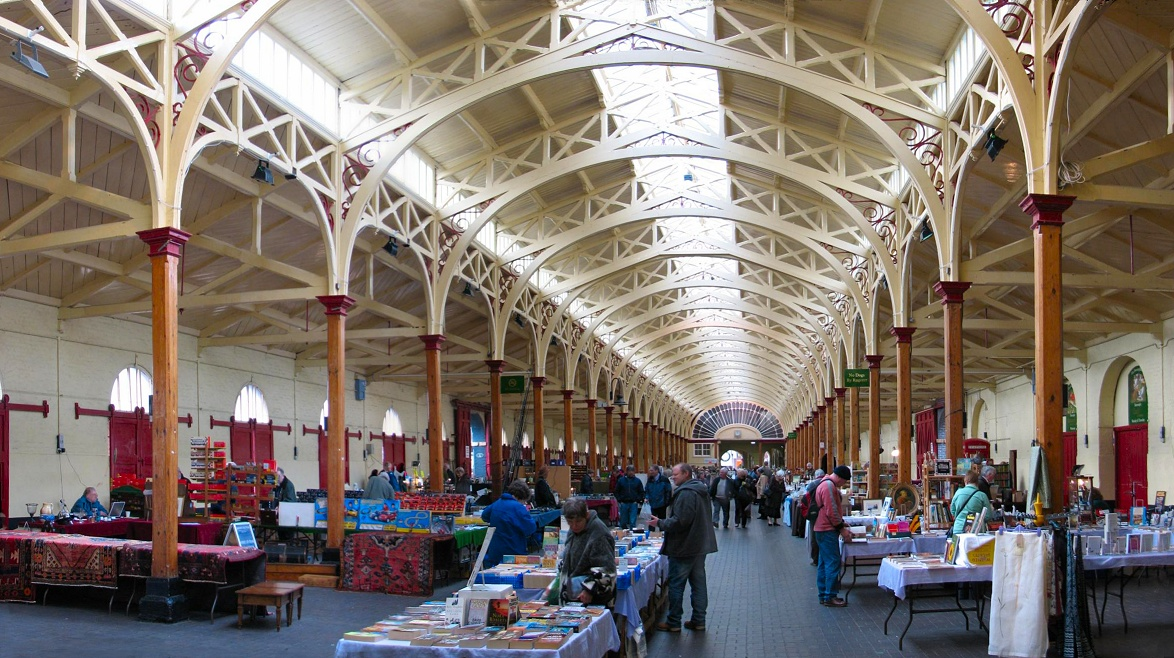
Interior do Pannier Market.

Barnstaple é uma cidade localizada no distrito de North Devon, condado de Devon, no Sudoeste da Inglaterra. Encontra-se 109 km à sudoeste de Bristol, 80 km ao norte de Plymouth e 55 km à noroeste de Exeter.
Ela é a principal cidade do distrito e declara-se como o mais velho borough do Reino Unido. Em 2006, a população estimada era de 34.000 habitantes.

## Cidades-irmãs
- Barnstable, Massachusetts, Estados Unidos
- Uelzen, Alemanha
- Trouville-sur-Mer, França
- Susa, Itália

## Residentes notáveis
- John Gay - poeta e dramaturgo
- Snowy White - guitarrista

## Atividades

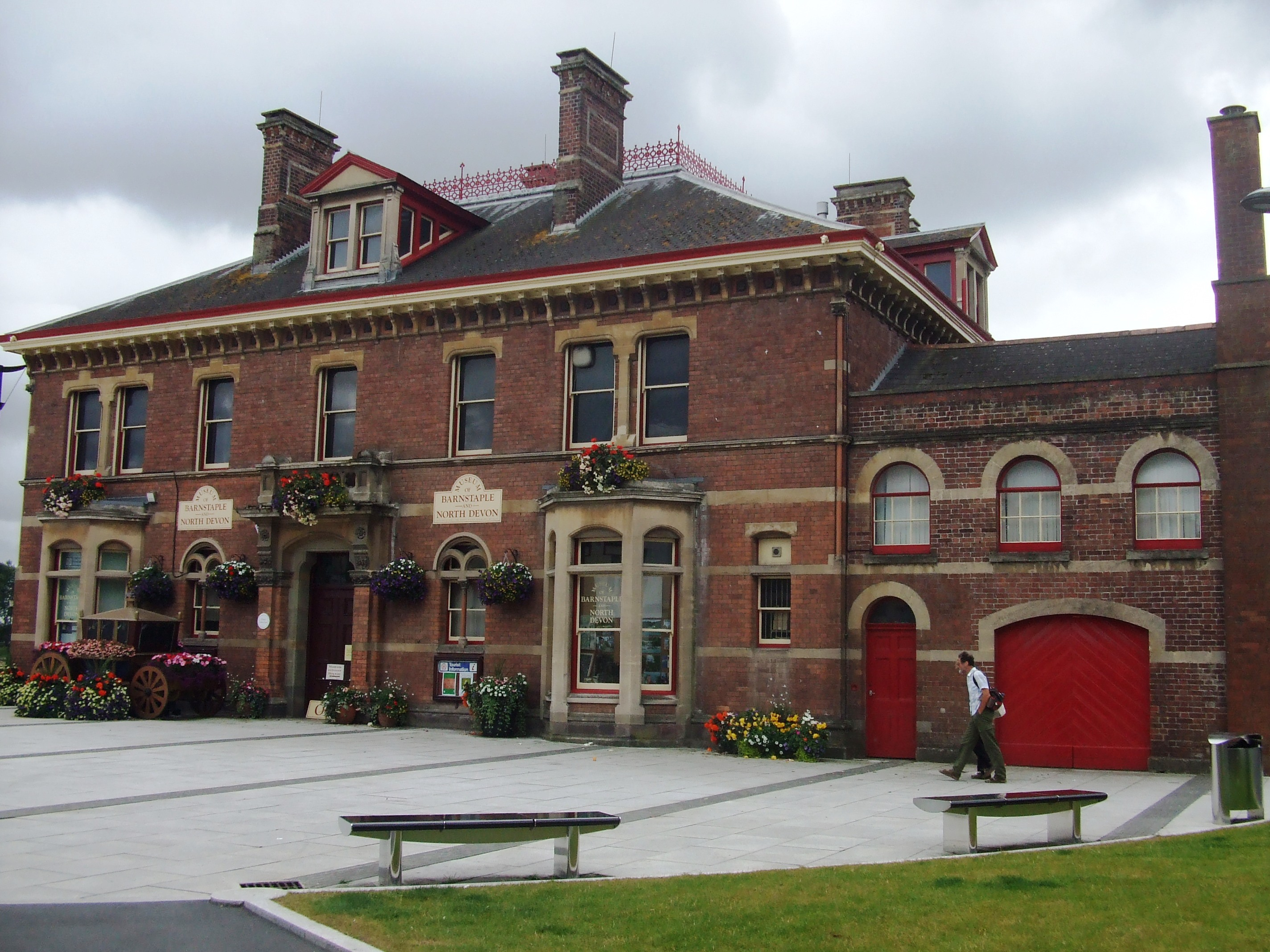
Museu de Barnstaple & North Devon

### Em Barnstaple
- Museu de Barnstaple & North Devon
- Queen's Theatre
- Caminho Cultural de Barnstaple
- Pannier Market

### Ao redor de Barnstaple
- Caminho de Tarka
- Arlington Court
- Ilha de Lundy
- Watersmeet House
- Caminho da Costa Sudoeste
- Lynton & Barnstaple Railway